# Bergbaurevier St Just, Cornwall

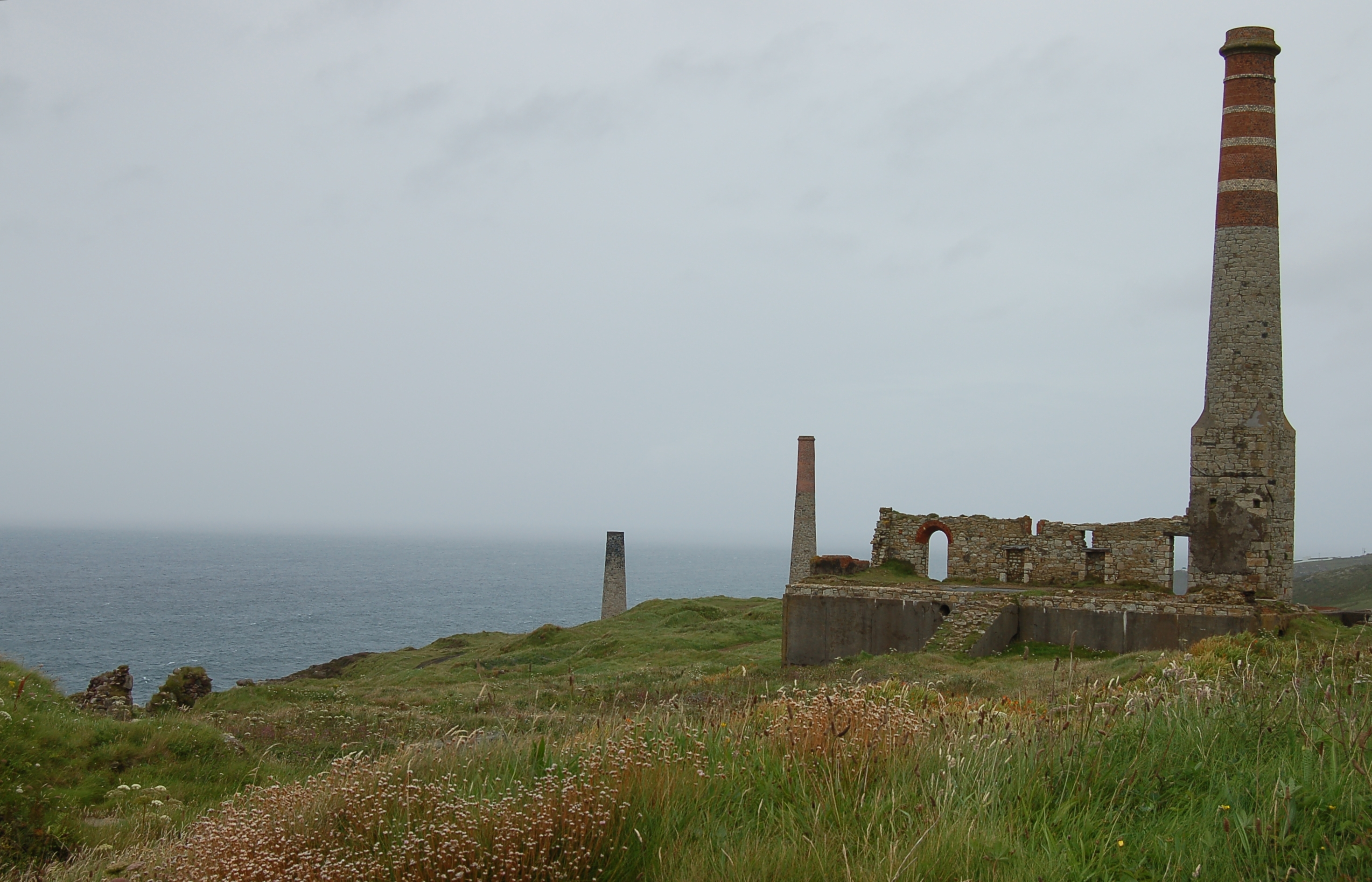
Ruine des Kompressorhaus der Levant Mine, erbaut 1901

Das Bergbaurevier St Just liegt in Cornwall nördlich und westlich der Stadt St Just. Es umfasst einen Streifen von etwa 6 Kilometer Länge und 2 Kilometer Breite direkt an der Küste des Atlantiks. Die nördlichste Mine des Reviers ist die Pendeen Consols Mine nahe dem Pendeen Leuchtturm, die südlichste ist die Letcha Mine nicht weit von Cape Cornwall entfernt, wo ein Denkmal in Form eines Schornsteines an die Geschichte des Bergbaus in dieser Region erinnert. Das Gebiet ist Teil der Bergbaulandschaft von Cornwall und West Devon, das seit 2006 als UNESCO-Welterbe anerkannt ist.
Das Revier wird als der Ursprung des Klippenbergbaus abgesehen. Diese Tatsache sowie die weltweit führende Stellung im Abbau von Kupfer im 18. Jahrhundert unterstreicht die historische Bedeutung dieses Gebietes. Viele kleine Gruben reihen sich an der Küstenlinie aneinander, dazwischen einige große, wie die Botallack Mine oder die Levant Mine. Durch die Abgelegenheit dieser Region sind viele Relikte aus dieser Zeit erhalten geblieben.

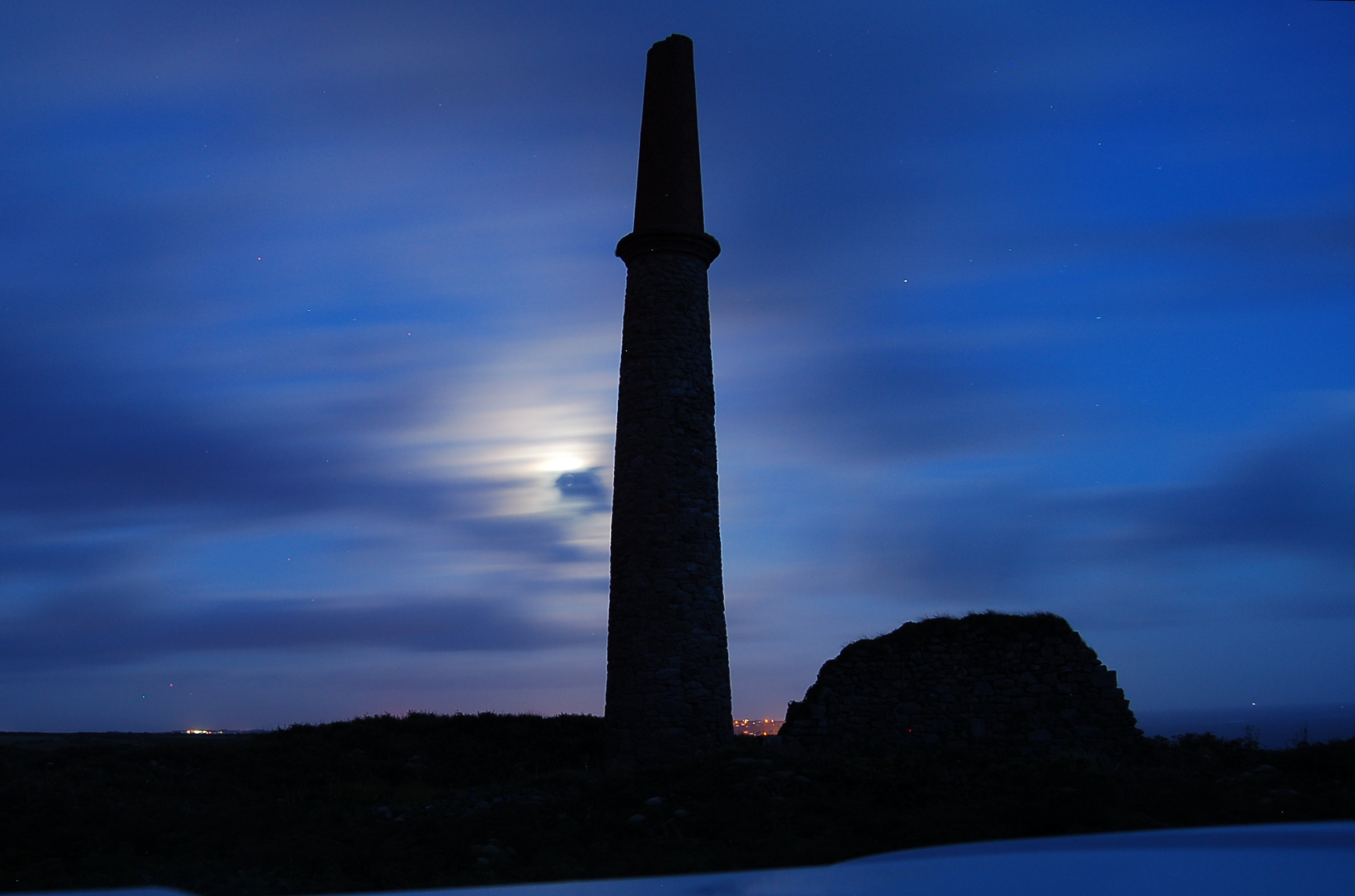
Die südlichste Mine im Bergbaurevier St Just ist die Letcha Mine

## Geologie
Der Untergrund in diesem Revier besteht zu großen Teilen aus Schiefer und Grünstein, in den Granit eingedrungen ist. Der Granit verursachte die Absetzung der Zinn- und Kupfererze in den ertragreichen Erzadern. Insgesamt wurden über 150 verschiedene Mineralien in den Gruben des Gebiets gefunden, darunter Kassiterit (Zinnstein), Chalkosin (Kupferglanz), Chalkopyrit (Kupferkies) und Bornit.
Diese ertragreichen Adern verlaufen mehr oder weniger senkrecht zur Küste, nahezu vertikal und haben eine Breite von etwa einem Meter. Die höchsten Erzkonzentrationen finden sich am oder unter dem Meer, Richtung Binnenland werden sie schnell weniger ergiebig. Aus dieser Verteilung resultierte, dass viele Stollen auch unter dem Meer verliefen. Zwar gab es an der Küste Gruben bis hinauf nach St. Ives, aber sie waren viel kleiner und weniger rentabel als die im Revier um St Just. Weiter ins Landesinnere fand der Bergbau nur bei Leswidden (etwa 3 Kilometer östlich) von St Just statt.

## Geschichte
Seit etwa 2000 Jahren wurde hier Zinn und Kupfer abgebaut. Bis zum mittleren 16. Jahrhundert bearbeiteten die Bergleute die alluvialen Zinnablagerungen in den Tälern der Umgebung von St Just und an den offenen Erzadern an der Küste. Der Abbau in nennenswerten Mengen begann etwa ab dem Jahr 1820. Die Kleinstadt St Just wandelte sich in kurzer Zeit zu einem Ballungszentrum, die Einwohnerzahl stieg von 2.779 im Jahr 1801 auf 9.290 im Jahr 1861.
Der Niedergang des Reviers begann um das Jahr 1866, als der Preis für Kupfer signifikant sank, da in Übersee neue Erzlagerstätten gefunden wurden. In der Folge wurden viele Minen geschlossen und die Bergarbeiter verließen mit ihren Familien Cornwall, um Arbeit zu finden. Da der Abbau in den Erzminen in diesem Revier sehr anspruchsvoll war, waren die Kornischen Bergleute überall auf der Welt begehrt und das Bergbaurevier St Just war in der ganzen Welt bekannt. Zwischen 1841 und 1901 verließen etwa eine Million Migranten England und Wales, den weitaus größten Anteil davon machen Bergarbeiter aus. Insbesondere in den USA fanden viele kornische Bergarbeiter Arbeit. Diese migrierten Bergarbeiter waren unter dem Namen cousin jack bekannt. Der Ursprung hierfür war entweder, dass sie überall nach Beschäftigung für ihren Vetter Jack, der noch in Cornwall lebt, nachfragten, oder weil sich die kornischen Bergleute gegenseitig cousin nannten und Jack der häufigste Name unter ihnen war.

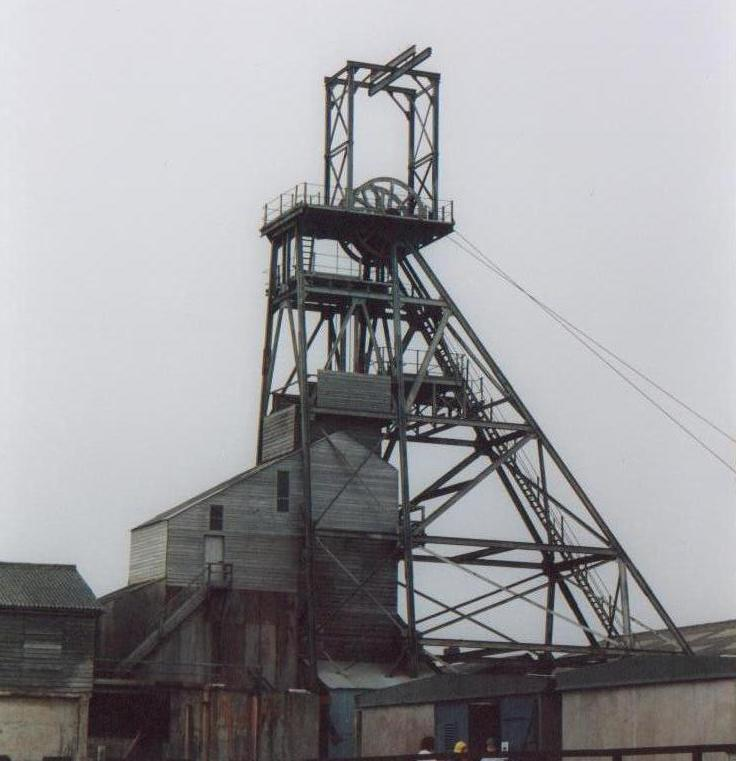
Geevor Mine (2007)

Die Minen in der Nähe der, zu der Zeit noch aktiven Geevor Mine wurden zwischen 1960 und 1970 noch einmal reaktiviert, um neue Lagerstätten zu finden. Der geringe Rohstoffpreis und das Ausbleiben von größeren Lagerstättenfunden ließ diese Aktivitäten dann aber wieder einschlafen. Mit der Schließung der Geevor Mine schließlich im Jahr 1990 gab es keinen aktiven Bergbau mehr im Revier St Just. Insgesamt befinden sich dem Gebiet die Reste von etwa 64 Gruben, von denen einige der Gebäude zum Teil noch erhalten sind. Einige Minen sind in den Besitz des National Trust übergegangen. In der Levant Mine wird vom National Trust ein Besucherzentrum mit einer funktionierenden Dampfmaschine unterhalten. In der Geevor Mine befindet sich ebenfalls ein Besucherzentrum, das vom National Heritage Memorial Fund betrieben wird. Da die Mine erst recht spät geschlossen wurde, konnte die dort vorhandene Maschinerie erhalten werden.

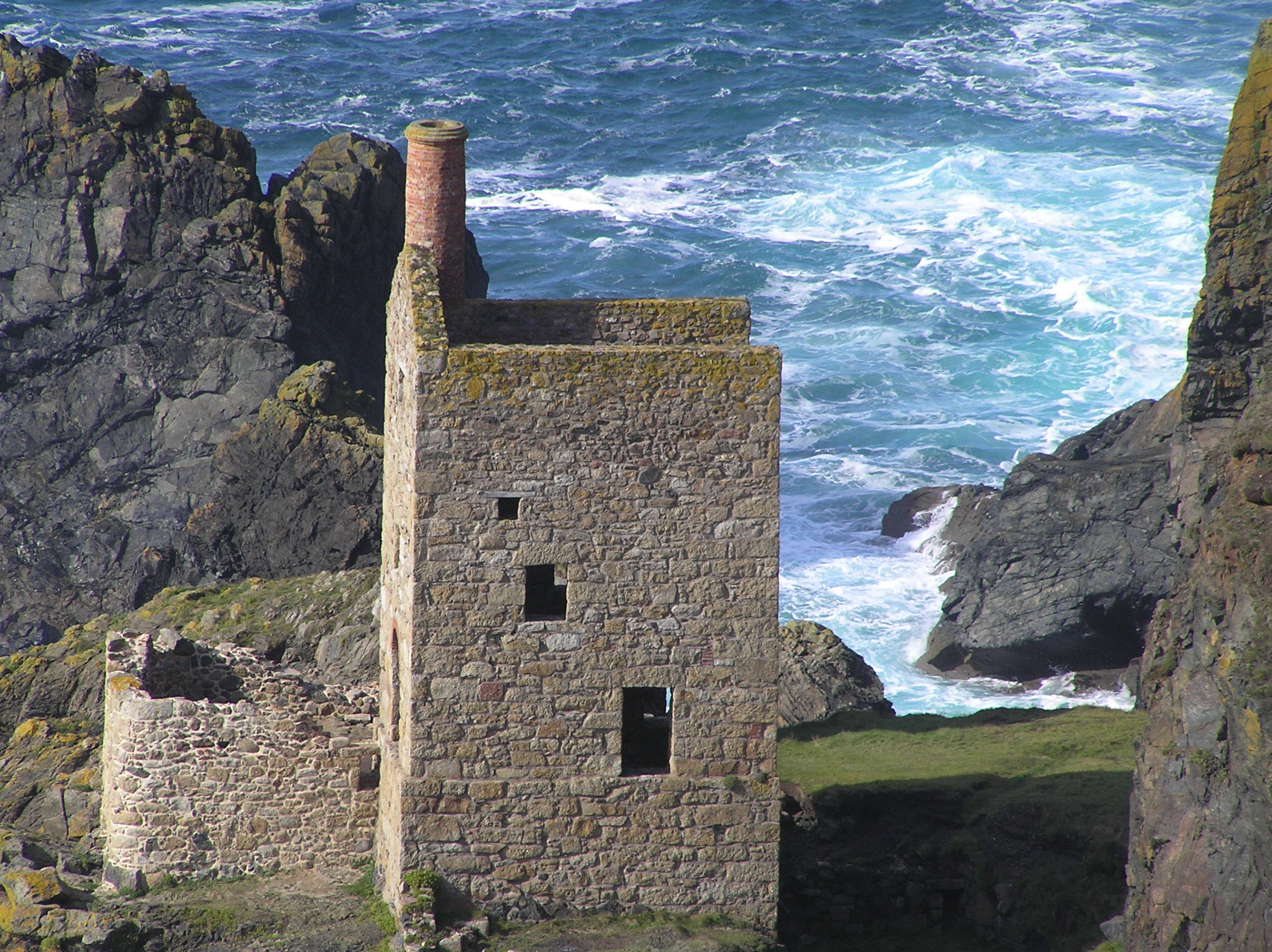
Botallack Mine (2006)

Besonders erwähnenswert neben der Levant und der Geevor Mine mit ihren Besucherzentren, ist noch die Botallack Mine östlich von St Just, die im Jahr 1721 gegründet und 1914 geschlossen wurde. Sie war eine der größten Minen ihrer Zeit; im Jahr 1870 waren hier 530 Personen beschäftigt. Heute sind noch einige Gebäude oben auf dem Kliff, aber auch einige Ruinen sehr tief unten an der Kliffkante erhalten geblieben. Auf dem Cape Cornwall befindet sich ein Denkmal in Form eines gemauerten Schornsteins, das an die Zeit des aktiven Bergbaus in der Region erinnert.

## Bergbau und Umwelt
Der Abbau der Kupfer- und Zinnlagerstätten hatte starken Einfluss auf die Natur in der Region. Durch den Abbau und die Erzbehandlung gab es starke Verschmutzung der Luft durch die Kohlefeuer zum Betrieb der Dampfmaschinen und der Drehrohröfen sowie bei der Kalzinierung des Erzes, bei der giftige Gase entstehen. Des Weiteren entstanden große Abraumhalden um die Minen, wo nur sehr spezialisierte Pflanzen überleben konnten. Das im Erz befindliche giftige Arsen, das zum Teil in so großen Mengen abgeschieden wurde, dass sich der Verkauf lohnte, sorgte ebenfalls für eine starke Belastung der Umwelt. Auch das Wasser, das aus den Minen gepumpt wurde und das für die Erzbehandlung an der Oberfläche gebraucht wurde, enthielt Gifte und Schwermetalle, die in der Umgebung abgelagert wurden. Für den Bau der Stollen wurde viel Holz aus der Umgebung benötigt, so dass viele Wälder in der aktiven Zeit abgeholzt wurden.

## In der Literatur
Das Revier und seine Geschichte werden in Hammond Innes’ Thriller The Killer Mine (deutscher Titel: Die Todesmine) verarbeitet, wobei z. T. auch auf die Geologie des Reviers eingegangen wird. Im Zentrum der Handlung steht die (fiktive) Mine Wheal Garth nahe der Botallack Mine, welche für Alkoholschmuggel missbraucht wird.